# Rumänisches Kulturinstitut Titu Maiorescu

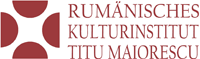
Logo des Rumänischen Kulturinstituts Titu Maiorescu

Das Rumänische Kulturinstitut Titu Maiorescu (rumänisch: Institutul de Cultură Titu Maiorescu) ist eine kulturelle Einrichtung mit Sitz im Hans-Dietrich-Genscher-Haus, in der Reinhardtstraße 14, im Berliner Bezirk Mitte. Es ist eines von 17 rumänischen Kulturinstituten weltweit und dem Kulturinstitut in Bukarest untergeordnet. Seit 2006 ist das Kulturinstitut Mitglied des EUNIC-Netzwerkes.

## Geschichte

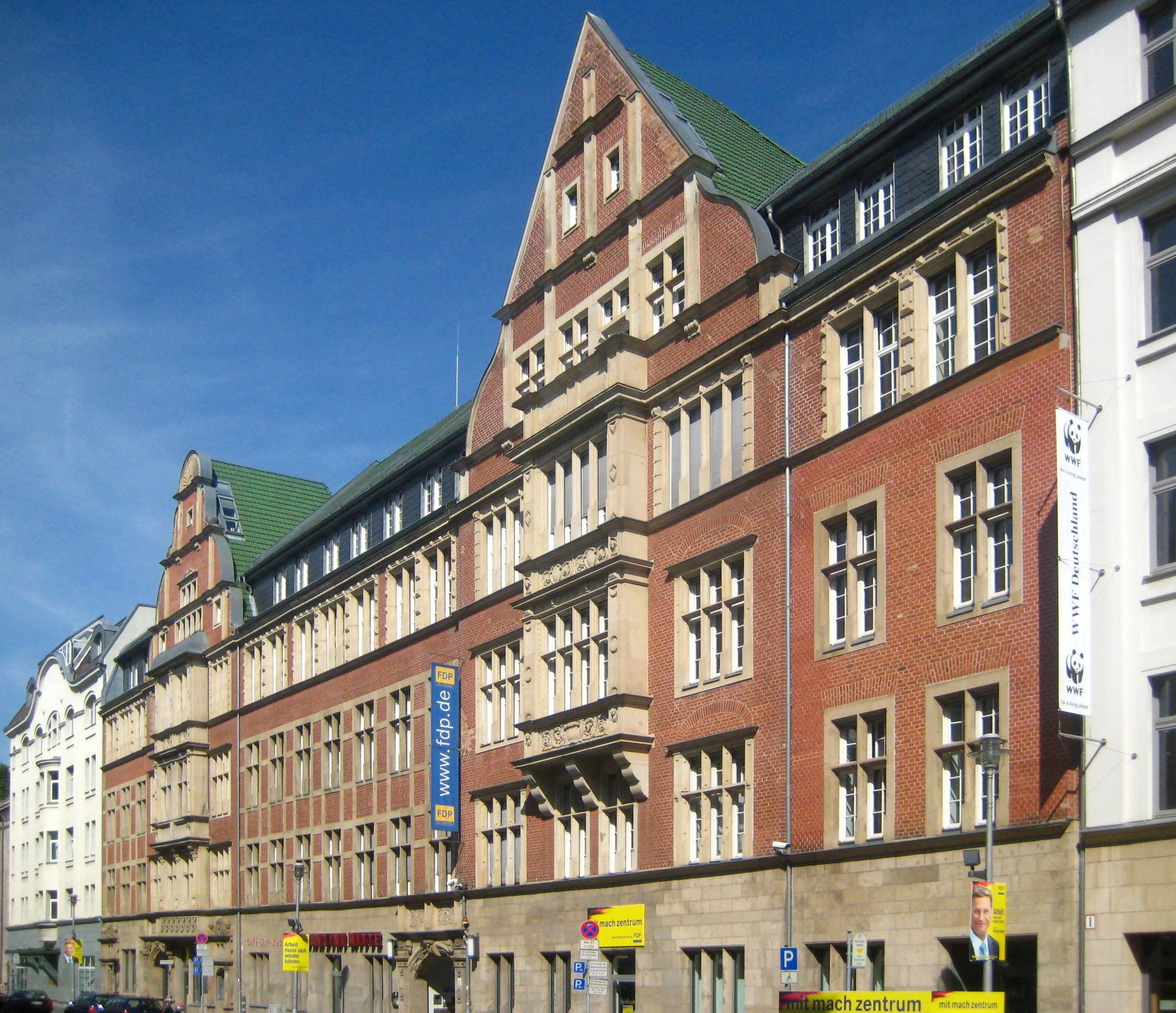
Hans-Dietrich-Genscher-Haus, Sitz des Rumänischen Kulturinstituts seit 2015

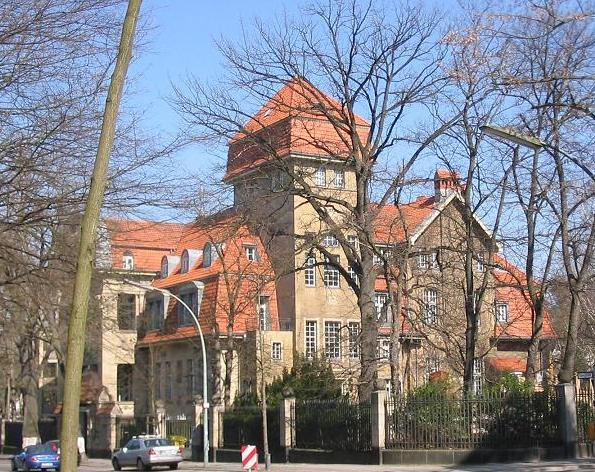
Villa Walther, ehemaliger Sitz des Rumänischen Kulturinstituts

Das Kulturinstitut wurde 1999 aufgrund eines Abkommens über kulturelle Zusammenarbeit zwischen den Regierungen Rumäniens und der Bundesrepublik Deutschland als eine von 17 Außenstellen des Rumänischen Kulturinstituts in Bukarest in 16 Ländern gegründet.
Namensgeber ist der rumänische Schriftsteller Titu Maiorescu, Begründer der modernen Literaturkritik in Rumänien und Leiter der literarischen Gesellschaft Junimea in Iași.
Seit der Gründung 1999 bis 2015 hatte das Kulturinstitut seinen Sitz in der denkmalgeschützten Villa Walther am Herthasee im Ortsteil Grunewald. Die Villa wurde im Jahr 1912 errichtet und gilt als Beispiel für die spätwilhelminische Repräsentationsarchitektur im Bereich des privaten Villenbaus. Im Jahr 1980 erhielt das Gebäude einen Ergänzungsbau und 1988 seine heutige Gestalt.
Das Gebäude hat einen Konferenzsaal mit 80 Plätzen, einen Ausstellungsraum von 90 Quadratmetern, eine Bibliothek und einen Unterrichtssaal. Im August 2015 zog das Kulturinstitut in das Hans-Dietrich-Genscher-Haus im Zentrum Berlins. Grund für den Umzug ist die Hoffnung auf eine publikumswirksamere Lage.
Seit seiner Gründung hatte das Kulturinstitut folgende Leiterinnen:
- Silvelia Ruxandra Demetrescu[3] (1999–2003)
- Adriana Popescu (2004–2010)
- Cristina Hoffmann[4] (seit 2011)

## Tätigkeit
Das Institut organisiert zahlreiche Veranstaltungen. Diese finden sowohl in Berlin als auch bundesweit statt. Das  Kulturinstitut bietet Stipendien für Künstler, für ausländische Journalisten, Forschungsstipendien und Kurse zur Vermittlung der rumänischen Sprache und Landeskunde an.
Das Kulturinstitut fördert die Verbreitung der rumänischen Kultur im Ausland und trägt zur Bewahrung der kulturellen Identität der außerhalb des Heimatlandes lebenden Rumänen bei. 
Weitere Aufgaben sind die Förderung der rumänischen Sprache in Deutschland, die Vermittlung eines positiven Rumänienbildes und die Förderung der deutsch-rumänischen Kulturbeziehungen.
Das Angebot umfasst:
- regelmäßige Kulturveranstaltungen in den Bereichen Musik, Film, Literatur, Bildende Kunst,
- eine Bibliothek mit einem umfangreichen Buchbestand sowie einer Auswahl an aktuellen rumänischen Zeitungen und Zeitschriften,
- eine Mediathek mit einer Auswahl rumänischer Musik-CDs und Film-DVDs,
- Herstellung von Kontakten zu Vertretern in allen kulturellen Bereichen in Rumänien.

Es wird durch Einnahmen, Subventionen vom Staatsbudget und über Sponsorengelder finanziert.